# José Soriano (beisbolista)
José Joaquín Soriano (Santo Domingo, República Dominicana, 20 de octubre de 1998), más conocido como José Soriano, es un jugador profesional dominicano de béisbol que se desempeña en la posición de lanzador en Los Angeles Angels, equipo de las Grandes Ligas de Béisbol (MLB).

## Carrera
En 2023, Soriano hizo su debut en la MLB con el equipo Los Angeles Angels, donde lleva jugando dos temporadas.